# 三枝の爆笑夫婦
『三枝の爆笑夫婦』（さんしのばくしょうふうふ）は、日本テレビ系列局（一部を除く）ほかで放送されていた日本テレビ製作のトーク番組・クイズ番組である。製作局の日本テレビでは1980年9月29日から1985年9月27日まで、毎週月曜 - 金曜 13:30 - 13:55 （日本標準時）に放送。

## 概要
桂三枝（現・6代目桂文枝）が司会を務めていた平日昼の帯番組で、有名人夫婦をゲストに招いてのトークと、視聴者夫婦がペアで参加するクイズによって構成されていた。クイズ番組的な要素も持ち合わせていたものの、あくまでもトークを重視していた。オープニングでのセリフは「夫婦の機微をクイズで探る爆笑夫婦」。
有名人夫婦とのトークにおいては、オープニングでまず夫人のみが登場し、三枝と軽くトークをした後に彼女が夫を愛称で呼び、トークに参加させた。三枝の巧みな問いかけによって、夫婦の珍談・奇談など世間には公表されていないエピソードを引き出していき、夫婦の素顔がさらけ出されていく爆笑トークを展開していた。三枝はこの番組について「昼のスター千一夜（フジテレビ）を目指していた」と語っていた。さらに三枝は自ら番組の構成にも関わっており、エンディングのスタッフロールテロップにも三枝が名を連ねていた。視聴者夫婦参加のクイズの問題も三枝自らが作成していたため、クイズコーナーは三枝と解答者の知恵比べとなっていた。しかし、問題のカードに正解は一切書かれていなかった。正解確認の際にはゲスト夫婦に聞いていた。

## クイズのルール
有名人夫婦にまつわるエピソードを中心に4問を出題。1問目が2択、2問目が3択、3・4問目は4択問題となり、徐々に難しくなっていった。このクイズには毎回一般視聴者の夫婦が3組出場し（不定期で芸能人ゲストによる大会もあった）、3問正解でトップ賞の賞品が贈られた。3問目まで無傷で正解し続けた夫婦に限り、4問目の前にトップ賞の贈呈が行われた。ただし、全チームが2問以下で、一番得点が多くてもトップ賞にはならず、全チーム失格。その際、トップ賞の賞品は視聴者プレゼントになった。パーフェクトを達成すると、天井から大量の紙吹雪が降り（風船、紙テープは無かったが、後に朝日放送の『パネルクイズ アタック25』の途中から現在のように紙吹雪を降らせる演出から、背後のランプが点灯する演出に改められた）、海外旅行（ハワイ（航空会社は不明）→コンチネンタル・ミクロネシア航空で行くグアム・サイパン）が贈呈された。もちろん、トップ賞の賞品もダブルで獲得できた（アシスタントの女性の声で1問目の出題の前に「パーフェクト賞」、「トップ賞」の紹介がある）。
クイズ出題は三枝自身が読み上げる方式で、面白い択一が出るたびに客席から笑いが起こっていた。

## スタッフ
- 企画：斉藤寿孝（IVSテレビ）
- ディレクター：望月政道（IVSテレビ） ほか
- AP：西村薫（IVSテレビ）
- プロデューサー：北村光雄、吉田勲明
牛丸謙壱、宮崎敏夫（IVSテレビ）
- 制作：一丸周也（CP)
- 制作協力：IVSテレビ制作
- 製作著作：日本テレビ

## 放送局
系列は番組終了時（1985年9月）のもの。
| 放送対象地域           | 放送局             | 系列                          | ネット形態 | 備考                                                                                            |
| ---------------------- | ------------------ | ----------------------------- | ---------- | ----------------------------------------------------------------------------------------------- |
| 関東広域圏             | 日本テレビ         | 日本テレビ系列                |            | 製作局                                                                                          |
| 北海道                 | 札幌テレビ         | 日本テレビ系列                | 同時ネット |                                                                                                 |
| 青森県                 | 青森放送           | 日本テレビ系列 テレビ朝日系列 | 遅れネット | 月曜 - 金曜 10:10 - 10:35にて放送                                                               |
| 岩手県                 | テレビ岩手         | 日本テレビ系列                | 同時ネット | [ 1 ]                                                                                           |
| 宮城県                 | ミヤギテレビ       | 日本テレビ系列                | 同時ネット | [ 1 ]                                                                                           |
| 山形県                 | 山形放送           | 日本テレビ系列 テレビ朝日系列 | 遅れネット |                                                                                                 |
| 福島県                 | 福島中央テレビ     | 日本テレビ系列                | 同時ネット | [ 1 ]                                                                                           |
| 新潟県                 | テレビ新潟         | 日本テレビ系列                | 同時ネット | 1981年3月25日のサービス放送開始から                                                             |
| 長野県                 | 信越放送           | TBS系列                       | 遅れネット |                                                                                                 |
| 山梨県                 | 山梨放送           | 日本テレビ系列                | 遅れネット |                                                                                                 |
| 静岡県                 | 静岡第一テレビ     | 日本テレビ系列                | 同時ネット |                                                                                                 |
| 石川県                 | 北陸放送           | TBS系列                       | 遅れネット |                                                                                                 |
| 福井県                 | 福井放送           | 日本テレビ系列                | 遅れネット |                                                                                                 |
| 中京広域圏             | 中京テレビ         | 日本テレビ系列                | 同時ネット |                                                                                                 |
| 近畿広域圏             | 読売テレビ         | 日本テレビ系列                | 同時ネット |                                                                                                 |
| 鳥取県・島根県         | 日本海テレビ       | 日本テレビ系列 テレビ朝日系列 | 同時ネット |                                                                                                 |
| 広島県                 | 広島テレビ         | 日本テレビ系列                | 同時ネット |                                                                                                 |
| 山口県                 | 山口放送           | 日本テレビ系列 テレビ朝日系列 | 遅れネット |                                                                                                 |
| 徳島県                 | 四国放送           | 日本テレビ系列                | 遅れネット | [ 3 ]                                                                                           |
| 香川県 →香川県・岡山県 | 西日本放送         | 日本テレビ系列                | 同時ネット | 1983年3月までの放送エリアは香川県のみ 同年4月からは電波相互乗り入れの開始によって岡山県でも放送 |
| 愛媛県                 | 南海放送           | 日本テレビ系列                | 遅れネット |                                                                                                 |
| 高知県                 | 高知放送           | 日本テレビ系列                | 遅れネット |                                                                                                 |
| 福岡県                 | 福岡放送           | 日本テレビ系列                | 同時ネット |                                                                                                 |
| 長崎県                 | 長崎放送           | TBS系列                       | 遅れネット |                                                                                                 |
| 熊本県                 | 熊本放送           | TBS系列                       | 遅れネット | 番組開始から1982年3月26日まで放送                                                               |
| 熊本県                 | くまもと県民テレビ | 日本テレビ系列                | 同時ネット | サービス放送開始直後の1982年3月29日から放送                                                     |
| 大分県                 | 大分放送           | TBS系列                       | 遅れネット |                                                                                                 |
| 宮崎県                 | 宮崎放送           | TBS系列                       | 遅れネット |                                                                                                 |
| 鹿児島県               | 鹿児島テレビ       | フジテレビ系列 日本テレビ系列 | 同時ネット | 1982年10月1日から放送                                                                           |
| 沖縄県                 | 沖縄テレビ         | フジテレビ系列                | 遅れネット |                                                                                                 |

### 備考
遅れネット局のうち、日本テレビ系列に属する局ではおおむね平日午前中に、系列外局では14:30から放送されていた。

## 補足
日本テレビ系列情報・ワイドショー番組「スッキリ‼」（2016年6月23日放送分）での鳩山邦夫死去に関する報道において、本人と妻エミリーが出演した1981年7月28日放送分が数分程度放送された。